# Alekszej Mihajlovics Romanov orosz nagyherceg
Alekszej Mihajlovics Romanov (oroszul: Алексей Михайлович Романов; Tbiliszi, 1875. december 28. – Sanremo, 1895. március 2.), a Holstein–Gottorp–Romanov-házból származó orosz nagyherceg, az Orosz Cári Haditengerészet tisztje, aki fiatalon elhunyt tuberkulózis következtében.

## Élete
Alekszej Mihajlovics nagyherceg Tifliszben, 1875 decemberében látta meg a napvilágot Mihail Nyikolajevics nagyherceg és Cecília badeni hercegnő hetedik, utolsó gyermekeként, illetve hatodik fiaként. Gyermekkora nagy részét Grúziában töltötte, mivel édesapját még 1862-ben kinevezték a Kaukázus cári helytartójává. A család 1882-ben költözött haza a fővárosba, amikor az uralkodó Mihail nagyherceget tette meg az Államtanács elnökévé.
Alekszej Mihajlovics meglehetősen spártai nevelést kapott; édesanyja híres volt a gyermekeivel szembeni szigoráról. A nagyherceg hat évvel volt fiatalabb legkisebb bátyjánál, így meglehetősen kilógott testvérei közül. Játszópajtásai így III. Sándor cár korban hozzá közel álló ifjabb gyermekei, Mihail Alekszandrovics és Olga Alekszandrovna voltak.
„Zseniális fiú, aki rendkívül nagylelkű és teljesen őszinte” – jellemezte öccsét Alekszandr Mihajlovics. Alekszej nagyherceget édesapja a kor és a család elvárásainak és szokásainak megfelelően katonai pályára szánta, egész neveltetése ebben a szellemben folyt. A haditengerészethez kívánt csatlakozni, akárcsak unokatestvére, Kirill Vlagyimirovics nagyherceg. A kuzinok kiképzését egyszerre kezdték meg; ők ketten hamar jó barátságba kerültek. A kiképzése vége felé III. Sándor cár meghívta Alekszej és Kirill nagyhercegeket egy nyári vakációra. A finn partok mentén hajókáztak; a cár pedig csónakversenyt rendezett Kirill Vlagyimirovics, Alekszej Mihajlovics és fia, Mihail Alekszandrovics számára.
Néhány héttel a versenyt követően Alekszej Mihajlovics súlyos beteg lett; a kórt eleinte meghűlésnek vélték. Csak később derült ki, hogy a nagyherceg tüdőbajban szenved. Évek múltán Kirill Vlagyimirovics azt mesélte, Mihail Nyikolajevics nagyherceg nem engedte fia számára a betegség kifekvését, míg be nem fejezték kiképzését.
Mikor kiviláglott, hogy Alekszej nagyherceg milyen súlyos beteg, szülei a meleg éghajlatú olasz kisvárosba Sanremóba küldték gyógyulni. Ott halt meg, 1895. március 2-án. Temetéséről Kirill nagyherceg ezt írta: „első alkalommal a koporsójában volt rajta a tengerészkadét egyenruha”.